# Tudora, Botoșani
Tudora este satul de reședință al comunei cu același nume din județul Botoșani, Moldova, România.

## Istoric

### Ceaslovul de la Mănăstirea Neamțului
Legat de satul Tudora și mai ales de Doamna Tudora, în anul 1927 un bătrân călugăr de la Mănăstirea Neamțului, cărturar și bun cunoscător al limbilor slavone și grecești, a tradus o însemnare dintr-un ceaslov slavonesc cu aproximativ următorul cuprins: 
Pe partea stângă a Siretului - cam între Cornișori și Liteni - se află curtea lui Radu și a Tudorei, om de încredere al slăvitului Ștefan Voivod, care la ducere și întoarcere de la Suceava la Hârlău, găsea loc de poposire și hodină; dar Radu, în războiul de la Valea Albă moare și Tudora rămâne vădană cu patru copii. Slăvitul Domn tot trecea și poposea pe la Tudora având grijă de ei, care din mila lui Dumnezeu s-au înmulțit de la patru la șapte.

### Atestare documentară
Satul este atestat documentar încă de la 6 ianuarie 1395, făcând parte din proprietatea boierului Sendrea care deținea funcția de pârcălab de Hotin și Neamț și era unul dintre sfetnicii de seamă ai voievodului Ștefan. În afară de Dolhești, unde își avea curtea, mai deținea în proprietate și satul Tudora, din ținutul Botoșanilor .

### Răscoalele din 1888 și 1907
Răscoalele țărănești din anii 1888 și 1907 găsesc țărănimea în fierbere ca urmare a cruntei exploatări, a zilelor de clacă pentru boieri și arendași. Zidul din piatră ce înconjoară conacul, numeroasele beciuri în care erau închiși și bătuți capii răzvrătiților sunt doar câteva dintre cauzele răzmerițelor. De fapt, se cunosc mai multe momente de răzmeriță țărănească la Tudora în afara celei din 1907.

### Războaiele mondiale
Primul război mondial își are jertfa sa de sânge și din partea locuitorilor Tudorei, urmașii cărora le-au ridicat celor peste 100 de eroi ai războiului un monument al “puilor de lei”. Nu se mai păstrează plăcile de marmură cu numele eroilor satului în schimb monumentul din Parcul Comunal cu efigia în bronz al ostașului în atac păstrează memoria neatinsă a eroismului tudorenilor.
Al doilea război mondial a dus satului numeroase victime atât pe frontul de răsărit în bătăliile de la Cotul Donului și stepele calmuce cât și în cadrul coaliției antihitleriste. La numărul mare al celor căzuți pe front se adaugă și cei luați prizonieri, mulți dintre ei nemaivăzând pământul satului natal.

### După războaie
Comuna Tudora a făcut pe rând parte din mai multe unități administrative ale țării dar fiind întotdeauna legată de ținutul Botoșanilor. Până la 1960 a aparținut de Raionul Botoșani, între 1960 – 1968 de Raionul Fălticeni, pentru ca în urma împărțirii administrative din 1968 să revină la județul Botoșani. 